# Racing Bulls F1 Team
Racing Bulls S.p.A. is een Italiaans raceteam dat sinds het seizoen 2024 uitkomt in de Formule 1. Het is een van de twee Formule 1-constructeurs die eigendom zijn van het Oostenrijkse conglomeraat Red Bull GmbH, de andere is Red Bull Racing. Het team stond van het seizoen 2020 tot 2023 bekend als Scuderia AlphaTauri en kreeg voor het seizoen 2024 deze nieuwe naam. In 2025 zijn Liam Lawson en Isack Hadjar de coureurs.

## Achtergrond
Het team heeft zijn oorsprong in Minardi dat van 1985 tot 2005 uitkwam in de Formule 1, voordat het in 2006 werd gekocht door Red Bull om het zusterteam van Red Bull Racing te worden. Van 2006 tot 2019 reed het team onder de naam Toro Rosso en stond het bekend om het onderbrengen van toekomstig Red Bull-talent, zoals viervoudig wereldkampioen Sebastian Vettel, oud Scuderia Ferrari-coureur Carlos Sainz jr. en regerend wereldkampioen Max Verstappen. Daarnaast had Toro Rosso in 2012 en 2013 de huidige coureur Daniel Ricciardo in dienst.
Voor het wereldkampioenschap Formule 1 in 2020 werd Toro Rosso omgedoopt tot "Scuderia AlphaTauri" om het modemerk AlphaTauri van Red Bull te promoten. Volgens Franz Tost en Helmut Marko werd met de eerdere naamsverandering naar Scuderia AlphaTauri ook erkend dat het team was overgegaan van het juniorteam van Red Bull Racing naar het zusterteam.
Het team kreeg voor het seizoen 2024 een rebranding naar Visa Cash App RB Formula One Team. Ze zullen ook de afkorting "VCARB" gebruiken. In 2025 is de volledige nieuwe naam Visa Cash App Racing Bulls Formula One Team.

## Geschiedenis

### Seizoen 2024
Het team reed in Bahrein zijn eerste race op het Bahrain International Circuit en haalde geen punten. Ook tijdens de tweede race in Saoedi-Arabië werden er geen punten behaald. De eerste punten werden door Yuki Tsunoda behaald die tijdens de Grand Prix van Australië zevende werd. Bij de Grand Prix van Japan haalde Tsunoda voor zijn eigen publiek weer een punt. Tijdens de Grand Prix van China haalden zowel Daniel Ricciardo als Tsunoda de finish niet. Tijdens de Grand Prix van Miami behaalde het nieuwe team RB voor het eerst sprint-punten door zowel Ricciardo als Tsunoda, tevens haalde Tsunoda nog punten binnen tijdens de normale race. Vanaf de Grand Prix van de Verenigde Staten werd Daniel Ricciardo vervangen door Liam Lawson bij het team.

### Seizoen 2025
Isack Hadjar rijdt zijn eerste Formule 1-seizoen terwijl Yuki Tsunoda voor het vijfde seizoen op rij voor het team rijdt al reed dat team eerder onder de naam AlphaTauri en in 2024 onder de naam RB. Reservecoureur voor Racing Bulls in 2025 is de Japanner Ayumu Iwasa. Op 27 maart 2025 werd bekendgemaakt dat Yuki Tsunoda Racing Bulls zal verlaten en zal gaan rijden voor Red Bull Racing vanaf de Japanse Grand Prix vanwege tegenvallende resultaten van Liam Lawson die zal terugkeren bij Racing Bulls.
Op 9 juli 2025 werd bekendgemaakt dat Christian Horner zijn ontslag kreeg bij Red Bull Racing. Laurent Mekies, de teambaas van Racing Bulls nam de leiding over van Horner. Dit betekende dat Racing Bulls daardoor ook een nieuwe teambaas nodig had en dat werd Alan Permane.

## Resultaten
Legenda
| Kleur  | Resultaat                       |
| ------ | ------------------------------- |
| Goud   | Winnaar                         |
| Zilver | Tweede plaats                   |
| Brons  | Derde plaats                    |
| Groen  | Gefinisht (punten behaald)      |
| Blauw  | Gefinisht (geen punten behaald) |
| Blauw  | Niet geklasseerd (NC)           |
| Paars  | Uitgevallen (DNF)               |
| Rood   | Niet gekwalificeerd (DNQ)       |

| Kleur   | Resultaat                              |
| ------- | -------------------------------------- |
| Zwart   | Gediskwalificeerd (DSQ)                |
| Wit     | Niet gestart (DNS)                     |
| Blanco  | Gewond (INJ)                           |
| Blanco  | Uitgesloten (EX)                       |
| Blanco  | Teruggetrokken (WD) / Niet deelgenomen |
| 1, 2, 3 | Sprint positie (punten behaald)        |
| P       | Poleposition                           |
| S       | Snelste ronde                          |

| Jaar | Chassis en banden | Motor          | Coureurs         | 1   | 2   | 3   | 4   | 5   | 6   | 7   | 8   | 9   | 10  | 11  | 12  | 13  | 14  | 15  | 16  | 17  | 18  | 19  | 20  | 21  | 22  | 23  | 24  | Punten | WK-plaats |
| ---- | ----------------- | -------------- | ---------------- | --- | --- | --- | --- | --- | --- | --- | --- | --- | --- | --- | --- | --- | --- | --- | --- | --- | --- | --- | --- | --- | --- | --- | --- | ------ | --------- |
| 2024 | VCARB 01 P        | Honda RBPTH002 |                  | BHR | SAR | AUS | JPN | CHN | MIA | EMI | MON | CAN | SPA | OOS | GBR | HON | BEL | NED | ITA | AZE | SIN | VST | MXS | SAP | LSV | QAT | ABU | 46     | 8         |
| 2024 | VCARB 01 P        | Honda RBPTH002 | Daniel Ricciardo | 13  | 16  | 12  | DNF | DNF | 415 | 13  | 12  | 8   | 15  | 9   | 13  | 12  | 10  | 12  | 13  | 13  | 18S |     |     |     |     |     |     | 46     | 8         |
| 2024 | VCARB 01 P        | Honda RBPTH002 | Yuki Tsunoda     | 14  | 15  | 7   | 10  | DNF | 87  | 10  | 8   | 14  | 19  | 14  | 10  | 9   | 16  | 17  | DNF | DNF | 12  | 14  | DNF | 7   | 9   | 13  | 12  | 46     | 8         |
| 2024 | VCARB 01 P        | Honda RBPTH002 | Liam Lawson      |     |     |     |     |     |     |     |     |     |     |     |     |     |     |     |     |     |     | 9   | 16  | 9   | 16  | 14  | 17† | 46     | 8         |
| 2025 | VCARB 02 P        | Honda RBPTH003 |                  | AUS | CHN | JPN | BHR | SAR | MIA | EMI | MON | SPA | CAN | OOS | GBR | BEL | HON | NED | ITA | AZE | SIN | VST | MXS | SAP | LSV | QAT | ABU | 45*    | 8*        |
| 2025 | VCARB 02 P        | Honda RBPTH003 | Yuki Tsunoda     | 12  | 616 |     |     |     |     |     |     |     |     |     |     |     |     |     |     |     |     |     |     |     |     |     |     | 45*    | 8*        |
| 2025 | VCARB 02 P        | Honda RBPTH003 | Isack Hadjar     | DNS | 11  | 8   | 13  | 10  | 11  | 9   | 6   | 7   | 16  | 12  | DNF | 820 | 11  |     |     |     |     |     |     |     |     |     |     | 45*    | 8*        |
| 2025 | VCARB 02 P        | Honda RBPTH003 | Liam Lawson      |     |     | 17  | 16  | 12  | DNF | 14  | 8   | 11  | DNF | 6   | DNF | 8   | 8   |     |     |     |     |     |     |     |     |     |     | 45*    | 8*        |

* Seizoen loopt nog tot in december.